# Juan Quiros
Juan Quiros (Guardiaro bij La Linea, 25 februari 1956) is een Spaanse golfprofessional.
Als tweede van elf kinderen werd Quiros caddie bij de nabijgelegen nieuwe golfclub op Sotogrande. Op 20-jarige leeftijd werd hij tweede bij het NK Strokeplay, winnaar was de iets jongere Severiano Ballesteros.

## Europese Tour
Quiros was van 1883 tot 2000 een regelmatige verschijning op de Europese PGA Tour. Hij heeft daar nooit een toernooi gewonnen, maar werd een keer tweede op het Turespana Open De Canaria in 1994. Driemaal heeft hij in die periode in de Top 100 van de Europese rangorde gestaan.
In 1996 won hij de Olivier Barras Memorial, dat toen op de agenda van de Alps Tour stond.

## Europese Seniors Tour
Vanaf zijn 50ste verjaardag speelt hij op de European Senior Tour, waar hij in zijn eerste seizoen al het Seniors Open in Zwitserland wint.
- 2006: Bad Ragaz PGA Seniors Open op de Golf Club Bad Ragaz en 5 Top 10-plaatsen.
- 2007: Open de France Senior de Divonne op de Golf de Divonne en 7 Top 10-plaatsen.
- 2008: Irish Seniors Open in association with Failte Ireland & Allied Irish Bank op de Ballyliffin Golf Club en 6 Top 10-plaatsen.
- 2011: Cannes Mougins Masters